# Sheila Tousey
Sheila Tousey, née le 4 juin 1960 à Keshena, est une actrice américaine.

## Biographie
Sheila Tousey grandit dans une réserve menominee avant d'étudier à l'université du Nouveau-Mexique où elle étudie le droit puis l'anglais tout en prenant des cours de théâtre. Elle part ensuite étudier à la Tisch School of the Arts et devient actrice et danseuse professionnelle. Elle fait ses débuts au cinéma dans le film Cœur de tonnerre (1991), puis joue notamment dans Le Maître des illusions (1995) et Vorace (1999), film pour lequel elle obtient le prix First Americans in the Arts de la meilleure actrice amérindienne dans un second rôle. À la télévision, elle interprète un rôle récurrent dans la série New York, unité spéciale.

## Filmographie

### Cinéma
- 1992 : Cœur de tonnerre : Maggie Eagle Bear
- 1993 : Le Gardien des Esprits : Awbonnie / Ghost
- 1993 : Le Triomphe des innocents : Agent Lemar
- 1995 : Le Maître des illusions : Jennifer Desiderio
- 1999 : Vorace : Martha
- 1999 : Wildflowers (en) : Martha
- 2001 : Christmas in the Clouds (en) : Mary

### Télévision
- 1995 : New York, police judiciaire (série télévisée, saison 5 épisode 19) : Mme Vilardi
- 1999 : X-Files : Aux frontières du réel (série télévisée, saison 6 épisode 22) : l'infirmière amérindienne
- 2002 : Skinwalkers (en) (téléfilm) : Emma Leaphorn
- 2003 : DreamKeeper (téléfilm) : Janine
- 2003 : New York, unité spéciale (saison 4, épisodes 11, 14, 19, 21, 23 et 25) : le juge Danielle Larsen
- 2003-2004 : New York, unité spéciale (saison 5, épisodes 6 et 22) : le juge Danielle Larsen
- 2004 : New York, unité spéciale (saison 6, épisodes 1 et 3) : le juge Danielle Larsen
- 2004 : The Jury (série télévisée, saison 1 épisode 9) : Sherry Conrad
- 2005 : Johnny Tootall (en) (téléfilm) : Agnes
- 2005 : Into the West (mini-série) : Older Thunder Heart Woman

## Voix françaises
- Marie Vincent dans Cœur de tonnerre (1992)
- Dorothée Jemma dans Le Maître des illusions (1995)
- Denise Metmer dans Vorace (1999)
- Françoise Vallon dans Into the West (2005)